# Madina Wandifa
Madina Wandifa est une localité de Moyenne-Casamance (Sénégal), située dans le département de Bounkiling et la région de Sédhiou. Elle est communément appelée Carrefour Diaroumé.
Le village a été érigé en commune en juillet 2008.
Selon une source officielle, Madina Wandifa compte 4 126 habitants et 382 ménages.